# Чистая (Вологодская область)
Чистая — деревня в Грязовецком районе Вологодской области.
Входит в состав Ростиловского муниципального образования (с 1 января 2006 года по 9 апреля 2009 года входила в Плосковское муниципальное образование), с точки зрения административно-территориального деления — в Плосковский сельсовет.

## География
Расстояние до районного центра Грязовца по автодороге — 40 км, до центра муниципального образования Ростилово по прямой — 23 км. Ближайшие населённые пункты — Чупрово, Климково, Новгородово.

## История
В 1966 г. указом президиума ВС РСФСР деревня Чистая Баба переименована в Чистая.

## Население
| 2010 |
| ---- |
| 0    |